# Jason Smith (Basketballspieler, 1986)
Jason Victor Smith (* 2. März 1986 in Greeley, Colorado) ist ein US-amerikanischer Basketballspieler, der zuletzt bei den New Orleans Pelicans in der NBA unter Vertrag stand.

## Karriere

### College
Smith spielte für die Colorado State University. Dort konnte er in seiner Freshman-Saison 10,5 Punkte und 5,8 Rebounds in 24,4 Minuten pro Partie erreichen. In seinem Sophomore-Jahr konnte er dies noch einmal steigern und erzielte 16,2 Punkte in 28,7 Minuten pro Spiel, während er dazu noch 2,1 Blocks aufweisen konnte.
In seiner Junior-Saison und gleichzeitig seiner letzten am College spielte er rund zwei Minuten mehr und erreichte 0,6 Punkte pro Spiel mehr als im Vorjahr, dazu kamen 10,1 Rebounds pro Partie. Als Smith das College verließ und in die NBA wechselte, hatte er die sechstmeisten Rebounds, die fünftmeisten Blocks und die zweitmeisten Double-Doubles in der Geschichte der Colorado State University erzielt.

### NBA
Smith wurde im NBA-Draft 2007 an 20. Stelle von den Miami Heat ausgewählt und kurz darauf zu den Philadelphia 76ers transferiert. In seiner ersten Saison für die Sixers spielte er in 76 Spielen mit und erzielte durchschnittlich 4,5 Punkte und 3 Rebounds pro Spiel. 

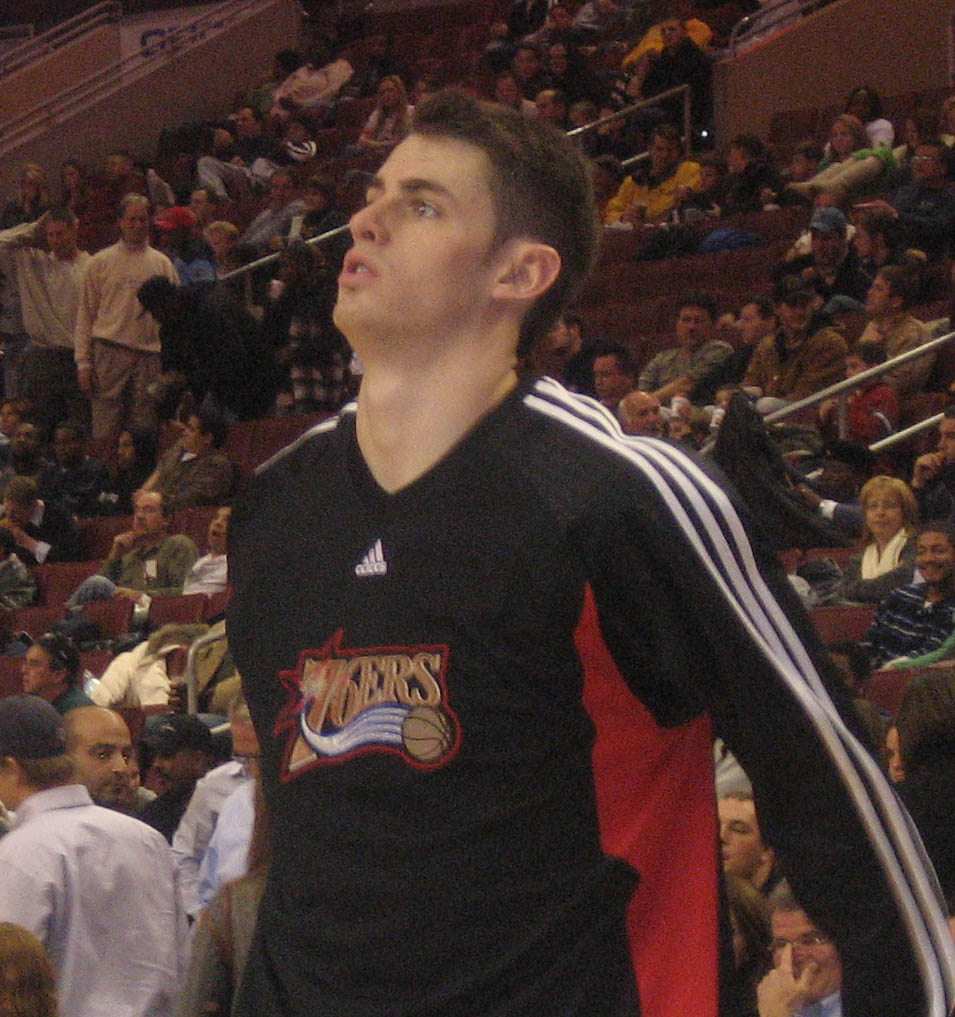
Jason Smith (2007)

Die Saison 2008/09 musste er verletzungsbedingt aussetzen.
Die folgende Spielzeit war für Smith solide, wenn auch unspektakulär. Er erzielte 3,4 Punkte und 2,4 Rebounds pro Spiel. Nach der Saison wurde er gemeinsam mit Willie Green im Austausch für Craig Brackins und Darius Songaila an die New Orleans Hornets abgegeben.
Seine erste Saison bei den Hornets verlief ähnlich wie die zwei vorherigen; er konnte im Schnitt 4,3 Punkte pro Spiel erzielen. In seiner zweiten Spielzeit bekam er jedoch von Anfang an mehr Spielzeit und wurde so schnell zu einem wichtigen Bestandteil seines Teams. Smith konnte eine Wurfquote von 52 % vorweisen und erzielte 9,9 Punkte pro Spiel. Er kam in 40 Spielen zum Einsatz, von denen er in 29 in der Starting Five stand.

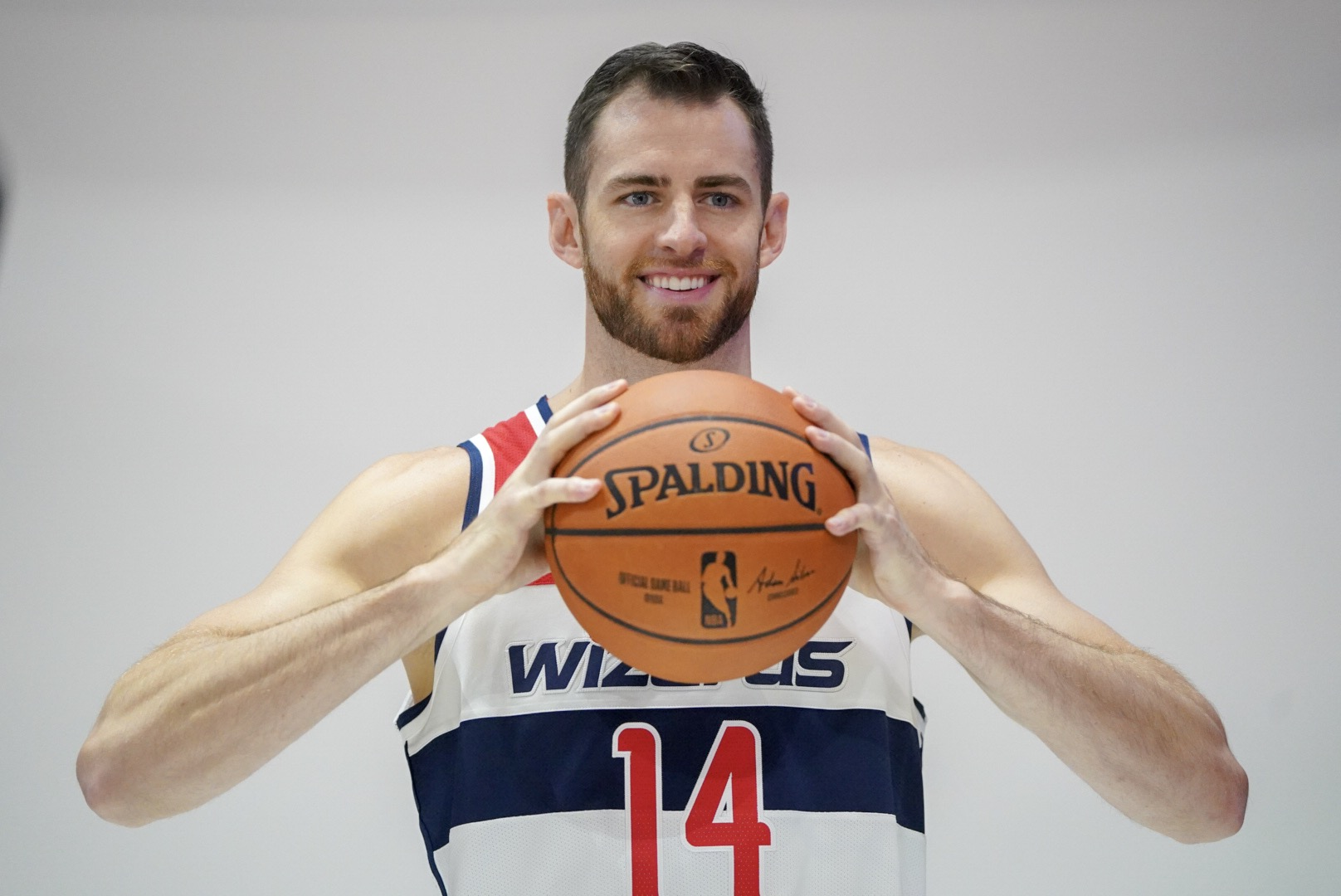
Jason Smith (2018)

Zur Saison 2014/15 wechselte Smith innerhalb der Liga und unterzeichnete einen Vertrag bei den New York Knicks. Nach einem Jahr in New York unterschrieb er im Sommer 2015 einen Einjahresvertrag bei den Orlando Magic. Nach einem Jahr bei den Magic, wechselte Smith im Sommer zu den Washington Wizards.
Im Dezember 2018 wurde Smith in einem Drei-Team-Deal zu den Milwaukee Bucks transferiert. Nach einer Saison bei den Bucks war Smith im Frühjahr 2019 noch kurze keit für die New Orleans Pelicans aktiv.